# 크림 프리미어리그
크림 프리미어리그(러시아어: Премьер-лига КФС)는 2014년 러시아의 크림 공화국 합병 이후에 만들어진 크림반도의 축구 리그이다.
러시아 축구 협회는 크림반도 소재 축구단이 러시아 프로페셔널 풋볼 리그(러시아의 3부 축구 리그)에 참여한다고 결정했지만 유럽 축구 연맹(UEFA)이 크림반도 소재 축구단의 러시아 리그 참여를 승인하지 않으면서 만들어진 축구 리그이다. UEFA에서는 크림 프리미어리그를 최상위 1부 리그로 인정하지 않고 지역 리그로 간주하며 러시아의 축구단 지위는 인정하지 않고 있다.